# كونيلوروس
كونيليريس أو الفأر الأرنب (بالفرنسية: Conilurus)‏ هو نوع من القوارض يتواجد في جزيرة غينيا الجديدة وجزيرة ملفيل بأستراليا وهو من فصيلة الفئران ويعتبر من الحيوانات التي تنشط ليلا